# Søgne Stallions
I Søgne Stallions sono stati una squadra di football americano, di Søgne, in Norvegia.

## Dettaglio stagioni

### Tornei locali

#### Sørlandets football liga
| Stagione | regular season | regular season | regular season | regular season | regular season | regular season | playoff | playoff | playoff | playoff | playoff | playoff      | playoff          |
|          | Vin            | Par            | Per            | Tot            | PF             | PS             | Vin     | Per     | Tot     | PF      | PS      | risultato    | avversaria       |
| -------- | -------------- | -------------- | -------------- | -------------- | -------------- | -------------- | ------- | ------- | ------- | ------- | ------- | ------------ | ---------------- |
| 2004     | 1              | 0              | 5              | 6              | 49             | 168            | -       | -       | -       | -       | -       | -            | -                |
| 2005     | 2              | 0              | 3              | 5              | 42             | 78             | 0       | 1       | 1       | 0       | 28      | Quarto posto | Arendal Wildcats |
| Totale   | 3              | 0              | 8              | 11             | 91             | 246            | 0       | 1       | 1       | 0       | 28      |              |                  |

Fonti: Enciclopedia del Football - A cura di Roberto Mezzetti